# Vade retro, Satana

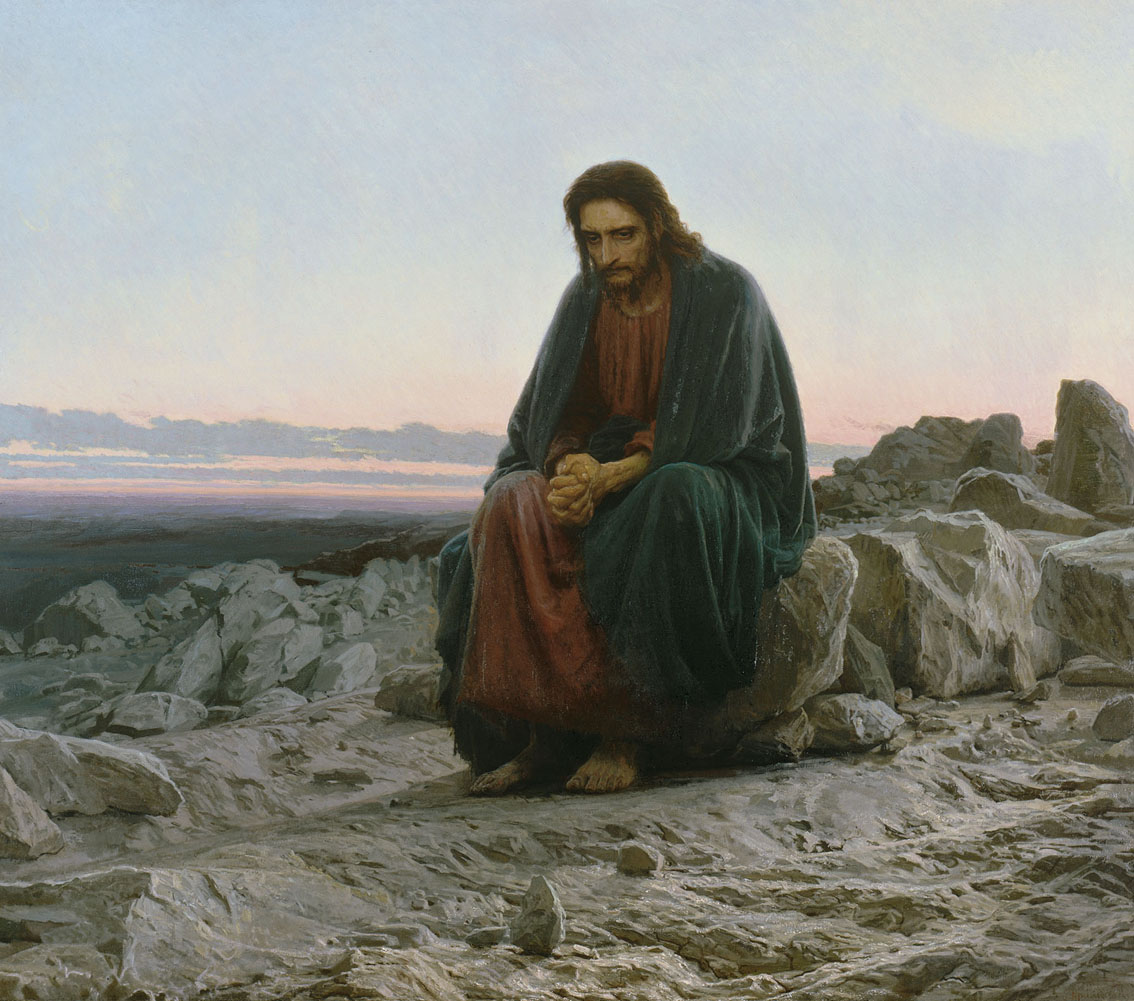
«Христос в пустыне».
(Крамской И. Н., 1872 год)

Vade retro, Satana (с лат. — «Иди прочь, Сатана») — латинское крылатое выражение, а также название католической молитвы.
Может использоваться как отказ от соблазна, несогласие с внушениями другого человека.

## Происхождение
Выражение дважды встречается в латинском переводе Библии Вульгате. Слова из Евангелия от Матфея. В первый раз Иисус отгоняет от себя Дьявола-искусителя во время сорокадневного поста в пустыне, а во второй произносит их апостолу Петру, когда тот пытается его убедить не идти на верную смерть и соответственно отказаться от своего долга.

4:8 Опять берёт Его диавол на весьма высокую гору и показывает Ему все царства мира и славу их, 

4:9 и говорит Ему: всё это дам Тебе, если, пав, поклонишься мне. 

4:10 Тогда Иисус говорит ему: отойди от Меня, Сатана (лат. Vade retro, Satana), ибо написано: Господу Богу твоему поклоняйся и Ему одному служи. 

16:21 С того времени Иисус начал открывать ученикам Своим, что Ему должно идти в Иерусалим и много пострадать от старейшин и первосвященников и книжников, и быть убиту, и в третий день воскреснуть. 

16:22 И, отозвав Его, Петр начал прекословить Ему: будь милостив к Себе, Господи! да не будет этого с Тобою! 

16:23 Он же, обратившись, сказал Петру: отойди от Меня, Сатана! (лат. Vade retro, Satana) ты Мне соблазн! потому что думаешь не о том, что Божие, но что человеческое.

## Молитва
Латинский текст:
Crux sancta sit mihi lux
Non draco sit mihi dux
Vade retro satana
Numquam suade mihi vana
Sunt mala quae libas
Ipse venena bibas
Церковно-славянский перевод:
Крест святый да будет мнѣ свѣт,
Змѣй же мнѣ князь да не будет!
Возвратися воспять, сатано,
Николиже не влагай мнѣ желаніе суетно.
Злая суть, яже подаеши,
От яда своего сам да піеши.
(пер. о. Назар Заторский)
Перевод на русский:
Светит мне пусть Крест Святой,
Древний змий да сгинет злой.
Сатана пускай отыдет,
Суета в меня — не внидет.
Злом меня да не искусит,
Чашу яда сам да вкусит.

## Примеры цитирования
После долгого размышления над Жаном Вальжаном он кончил тем, что отвратился от него. Vade retro.

## Использование

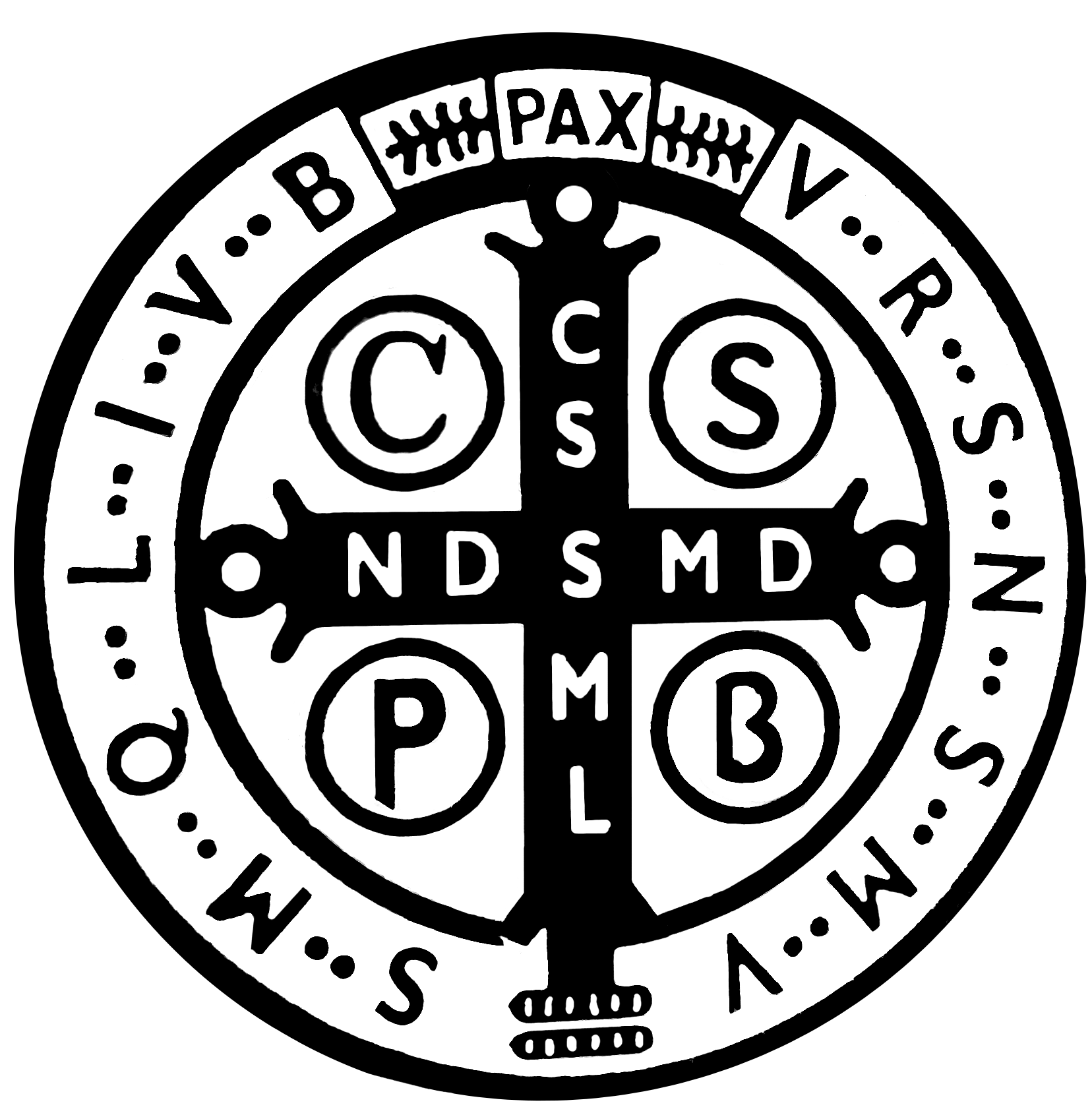
Аббревиатура текста VADE RETRO SATANA (... VR S ...) на оборотной стороне медали святого Бенедикта.

Формула Vade retro, Satana использовалась средневековыми католическими монахами для экзорцизма. Впервые встречается в рукописи 1415 года, найденной в бенедиктинском аббатстве Меттен в Баварии; происхождение формулы традиционно связано с бенедиктинцами.
Эта же формула была позже найдена в австрийской рукописи 1340–1350 годов.  В рукописи изображён Сатана, предлагающий чашу святому, который обороняется от него длинным посохом с крестообразным верхом. Ниже посоха — одна строка текста, а под ней шесть строк стиха, начиная с «Vade retro Sathana».
Формула получила одобрение Папы Римского Бенедикта XIV и стала частью римско-католического ритуала в 1742 году.
В современной католической традиции формула (иногда сокращённая до vade retro) используется для отражения любого потенциального зла или неудачи. Инициалы этой формулы (VRSNSMV SMQLIVB или VRS: NSMV: SMQL: IVB) часто выгравированы вокруг распятий или католических медалей святого Бенедикта.